# کارلسفلد
کارلسفلد (به آلمانی: Karlsfeld) یک شهر در آلمان است که در بایرن واقع شده‌است.

## خصوصیات
کارلسفلد ۱۵٫۵۵ کیلومترمربع مساحت دارد ۴۹۱ متر بالاتر از سطح دریا واقع شده‌است.

## خواهرخوانده
شهر Muro Lucano خواهرخواندهٔ کارلسفلد هست.